# 安遠郡
安遠郡，中国南北朝、唐朝时设置的郡。
- 南朝梁天监六年（507年）置安遠郡，属衡州。治所在始兴县（今广东始兴县西北），一说在今广东省南雄市东北。南朝陈沿置，下辖始兴县、须阳县。隋文帝开皇九年（589年）废除安遠郡，始兴县属韶州，后属广州。
- 东魏武定七年（549年）改萧衍安远戍置安远郡，治安远城，属东楚州。治所在巨鹿县（今江苏省盱眙县境）。下辖钜鹿、淮浦二县，580户，2382口。北齐废。
- 北周置安遠郡，又作远安郡，属平州。治所在今湖北省远安县境。隋文帝开皇九年（589年）废除安遠郡，地入硖州。